# Prêmio Lieben
O Prêmio Ignaz Lieben (em alemão:  Ignaz-Lieben-Preis) é um prêmio austríaco anual para jovens pesquisadores trabalhando nos campos da biologia molecular, química ou física.
É referenciado como o Prêmio Nobel austríaco. É similar em seu propósito porém anterior ao Prêmio Nobel. O comerciante austríaco Ignaz L. Lieben, cuja família financiou muitas atividades filantrópicas, estipulou em seu testamento que 6000 florins devem ser usados "para o bem comum". Em 1863 este dinheiro foi dado à Academia de Ciências da Áustria, sendo então instituído o Prêmio Ignaz L. Lieben. A cada três anos a quantia de 900 florins foi dada a um pesquisador austríaco nos campos da química, física ou fisiologia. Esta quantia correspondia a aproximadamente 40% do salário anual de um professor universitário.
A partir de 1900 o prêmio passou a ser anual. O valor monetário do mesmo foi aumentado duas vezes pela família Lieben. Quando seu valor foi grandemente desvalorizado após a Primeira Guerra Mundial, a família transferiu o valor necessário anualmente à Academia. Porém desde que a família passou a ser perseguida pelos nazistas, o prêmio foi extinto após o Anschluss da Áustria, em 1938.
Em 2004 o prêmio foi reinstituído, com suporte de Isabel Bader e Alfred Bader (que fugiu da Áustria para a Grã-Bretanha em 1938, com a idade de quatorze anos). Agora, o prêmio é dotado com 36.000 dólares, e é concedido anualmente a jovens pesquisadores que trabalham na Áustria, Bósnia e Herzegovina, Croácia, República Tcheca, Hungria, Eslováquia ou Eslovênia (i.é., em um dos países que faziam parte do Império Austro-Húngaro a um século atrás), e que trabalham nos campos da biologia molecular, química ou física.

## Laureados
- 1865 Joseph Stefan
- 1868 Eduard Linnemann e Carl von Than
- 1871 Leander Ditscheiner
- 1874 Eduard Linnemann
- 1877 Sigmund Exner
- 1880 Hugo Weidel
- 1883 Victor von Ebner
- 1886 Zdenko Hans Skraup
- 1889 Sigmund Exner
- 1892 Guido Goldschmiedt
- 1895 Josef Maria Eder e Eduard Valenta
- 1898 Konrad Natterer
- 1900 Theodor Beer e Oskar Zoth
- 1901 Josef Liznar
- 1902 Josef Herzig
- 1903 Josef Schaffer
- 1904 Franz Schwab
- 1905 Rudolf Wegscheider e Hans Leopold Meyer
- 1906 Arnold Durig
- 1907 Hans Benndorf
- 1908 Paul Friedländer
- 1909 Eugen Steinach
- 1910 Felix Ehrenhaft
- 1911 Friedrich Emich
- 1912 Oswald Richter
- 1913 Stefan Meyer
- 1914 Fritz Pregl
- 1915 Wilhelm Trendelenburg
- 1916 Friedrich Paneth
- 1917 Wilhelm Schlenk
- 1918 Eugen Steinach
- 1919 Victor Franz Hess
- 1920 Ernst Späth
- 1921 Karl Ritter von Frisch
- 1922 Fritz Kohlrausch
- 1923 Otto von Fürth
- 1924 Otto Loewi e Ernst Peter Pick
- 1925 Lise Meitner
- 1926 Adolf Franke
- 1927 Otto Porsch e Gustav Klein
- 1929 Karl Przibram
- 1930 Wolf Johannes Müller
- 1931 Karl Höfler
- 1932 Georg Koller
- 1933 Ferdinand Scheminzky
- 1934 Eduard Haschek
- 1935 Armin Dadieu
- 1936 Franz Lippay e Richard Rössler
- 1937 Marietta Blau e Hertha Wambacher

- 2004 Zoltan Nusser
- 2005 Ronald Micura
- 2006 Andrius Baltuška
- 2007 Markus Aspelmeyer
- 2008 Csaba Pál
- 2009 Frank Verstraete
- 2010 Robert Kralovics
- 2011 Mihály Kovács
- 2012 Michael Sixt
- 2013 Barbara Kraus
- 2014 Jana Roithová
- 2015 Francesca Ferlaino
- 2016 Illés Farkas
- 2017 Iva Tolić
- 2018 Nuno Maulide
- 2019 Gašper Tkačik[1]